# TADA地震火山予知研究所
TADA地震火山予知研究所（ティーエーディーエーじしんかざんよちけんきゅうじょ）は、神奈川県足柄上郡松田町にある、多田惠藏が設立した地震と火山噴火予知情報を配信する機関である。

## 事業および研究内容
防災科学技術に関する予知研究を総合的に行うことにより、防災科学技術の向上を図る。

## 沿革
- 2011年3月12日 - TADA地震火山予知研究所を設立。
- 2011年11月 - 音波解析法による地震と火山噴火予知の観測を開始。
- 2015年3月14日 - 震源方向を導き出すTADAアンテナを設置及び観測開始。

## プロジェクト
- 音波解析法により観測し、捕捉したデータを利用した地震活動の評価及び予知に関する研究
- 国際地震火山予知研究
- 防災対策に向けた地震と火山噴火予知情報の配信
- 多観測点による精度の高い予知技術研究
- AI（人工知能）を活用した、リアルタイムな予知技術の開発
- 他観測手法との共同研究